# پیپا
پیپا یک فیلم جنگی در سبک زندگی‌نامه‌ای هندی محصول سال ۲۰۲۳ که بر اساس زندگی کاپیتان بلرام سینگ مهتا از هنگ ۴۵ سواره نظام هند است که به همراه خواهر و برادرش در جبهه شرقی در طول جنگ هند و پاکستان ۱۹۷۱ جنگیدند. این فیلم اقتباسی از خاطرات جنگی سرتیپ بلرام سینگ مهتا، "چفی‌های سوزان" است.

## تولید
فیلمبرداری در سپتامبر ۲۰۲۱ آغاز شد. تولید در اکتبر ۲۰۲۱ به پایان رسید.

## انتشار
این فیلم در ۱۰ نوامبر ۲۰۲۳ در آمازون پرایم ویدئو نمایش داده شد.